# Маслаков, Виктор Викторович
Виктор Викторович Маслаков (род. 6 марта 1969 г. в Свердловске) — российский политический, общественный деятель, доктор экономических наук. Депутат Законодательного Собрания Свердловской области VII и VIII созывов, заместитель председателя Законодательного Собрания Свердловской области. В рамках своей карьеры принимает непосредственное участие в реализации одного из крупнейших в России проектов по комплексному освоению территории — строительству в Екатеринбурге Академического, который получил статус отдельного административного района города. Виктор Викторович Маслаков также участвовал в создании «Сколково» в качестве сити-менеджера. Кроме того, активно занимается научной и общественной деятельностью. В том числе основал фонд развития Ленинского и Академического районов Екатеринбурга «Добрососедство».

## Биография
Родился 6 марта 1969 года в Свердловске в микрорайоне Уралмаш в семье рабочего. Окончил исторический факультет Уральского государственного университета имени А. М. Горького, специальность «Историк, преподаватель истории и социально-политических наук». После окончания вуза прошёл стажировку в Кембридже. Кроме того, получил степень Магистра государственного управления в Академии народного хозяйства при Правительстве РФ. В 1998-м году, работая в Институте истории и археологии УрО РАН, получил степень доктора экономических наук, защитив диссертацию по теме «Формирование и развитие системы продовольственной безопасности индустриально-аграрного региона». В том числе эта диссертация была использована для формирования Доктрины продовольственной безопасности РФ.

## Карьера

### Начало карьеры
После окончания университета начал работу на госслужбе в должности заведующего информационно-аналитическим сектором администрации Верх-Исетского района Екатеринбурга, позже работал заместителем главы администрации Верх-Исетского района. 
В 1995 году работал заместителем заведующего отделом агропромышленного комплекса администрации Свердловской области. 
В 1996-1997 годах курировал вопросы персонифицированного учёта в отделении Пенсионного Фонда Российской Федерации, занимая должности начальника отдела и заместителя управляющего отделением. Работая здесь, Маслаков продолжил руководить переводом существовавших систем учёта и взаимодействия с гражданами в электронный формат, внедрением необходимых технологических элементов и программного обеспечения.
В 2000 году стал начальником комитета по экономике города Екатеринбурга. В этот период отдел Виктора Маслакова занимался, в частности, разработкой Стратегического плана развития Екатеринбурга; системы муниципального заказа для закупок администрации города; мер поддержки по стимулированию жилищного строительства. В тот период Виктор Маслаков принял на работу Александра Высокинского, который впоследствии — в 2018-2020 годах — работал главой администрации Екатеринбурга. 
В 2001 году Маслаков перешёл в Министерство по управлению государственным имуществом в качестве заместителя министра Вениамина Голубицкого.
С 2004 по 2005 годы — Маслаков работал заместителем министра экономики и труда Свердловской области. В период работы в Правительстве Свердловской области под его руководством была сформирована группа специалистов, которая сумела продумать эффективную маркетинговую и финансовую стратегию министерств. 

### «Ренова-СтройГруп»
В 2005 году Вениамин Голубицкий и Виктор Маслаков стали одними из основателей девелоперской компании «Ренова-СтройГруп», которая вошла в состав группы компаний «Ренова» Виктора Вексельберга. Один из самых заметных проектов компании — строительство нового района «Академический» в Екатеринбурге. Это один из крупнейших проектов комплексного освоения территории (КОТ) в России и в Европе: он рассчитан на строительство жилья для более 300 тысяч человек. Первые дома были введены в эксплуатацию в 2009 году.
Официальный статус восьмого административного района Екатеринбурга Академический получил в 2021 году. Численность населения Академического по состоянию на 1 января 2022 года составила 125 тысяч человек. При этом объём жилого фонда района превысил 4 миллиона 350 тысяч квадратных метров, а это более 10% от общей площади жилфонда Екатеринбурга. Это позволяет предположить, что фактически на данной территории проживает примерно на 20% больше жителей, чем зарегистрировано, то есть около 150 тысяч. Прогнозируется, что к 2035 году эта цифра вырастет до 225 тысяч. 
Помимо «Академического», Маслаков занимался всеми девелоперскими проектами «Реновы-СтройГруп» в России. В том числе в Подмосковье, в Краснодаре, в Ярославле и в Перми.
Впоследствии, в компании «Ренова-СтройГруп» произошёл ребрендинг, и теперь она называется «КОРТРОС». Развитием Академического занимается дочерняя структура «КОРТРОС» — АО Специализированный застройщик «РСГ-Академическое». Виктор Маслаков остается членом совета директоров девелоперской компании.

### Сколково
В 2010-м году Виктор Маслаков был назначен сити-менеджером проекта «Сколково» и руководил процессом создания и строительства инновационного кластера. Уже на этапе формирования концепции к работе были привлечены ведущие мировые архитектурные бюро. Предпочтение было отдано проекту, разработанному известной французской компанией AREP при участии инженерной компании SETEC Engineering и известного ландшафтного архитектора Мишеля Девиня, одного из участников проекта «Большой Париж».
В соответствии с выбранной концепцией город состоит из скоординированных городских кварталов. Каждый из них имеет собственные структурные и функциональные элементы. В результате Сколково формируется как цепь компактных районов, в каждом из которых есть все необходимое для жизни и работы. Все они гармонично вписаны в ландшафт, связаны между собой и в то же время обладают собственной индивидуальностью. 
Главные здания Сколково созданы знаменитыми мировыми архитекторами и архитектурными бюро: David Chipperfield Architects (Великобритания), SPEECH Чобан / Кузнецов (Россия), Valode&Pistre (Франция), Herzog&De Meuron (Швеция), Юрием Григоряном (бюро «Проект Меганом», Россия), Стефано Боэри (профессор урбанистки Миланского архитектурного и инженерного университета), OMA, Sejima and Nishizawa and Associates (Япония), Борисом Бернаскони (Россия). 
Архитектурная концепция Фонда была отмечена второй премией на Венецианской архитектурной биеннале 2012 года. В 2017 году проект инновационного центра «Сколково» стал финалистом престижной международной премии MIPIM Awards в номинации Best Futura Mega Project.

## Депутатская деятельность
18 сентября 2016 года Виктор Маслаков был избран депутатом VII созыва Законодательного собрания Свердловской области от партии «Справедливая Россия». В этом же году был утвержден на должность заместителя Председателя Законодательного собрания.
В 2019-м задекларировав годовой доход в 90 млн рублей стал самым богатым депутатом заксобрания.
В 2018-м Маслаков выдвигался на пост мэра Екатеринбурга, но депутаты городской думы выбрали Александра Высокинского.
19 сентября 2021 года Виктор Маслаков избран депутатом VIII созыва Законодательного собрания Свердловской области по 9 одномандатному округу, набрав 36,97% голосов. Утвержден на должность заместителя Председателя Законодательного собрания, член комитета по развитию инфраструктуры и жилищной политике.

## Образовательная и общественная деятельность
В 2015 году Маслаков возглавил НИИ продовольственной безопасности и экологии Уральского государственного аграрного университета. Автор нескольких монографий, научных статей и методических пособий. Является главным редактором ряда крупных работ по истории Екатеринбурга и Урала, в том числе «Энциклопедии Екатеринбурга» (2002, 2023 гг). 
«Уральская историческая энциклопедия» представляет собой свод современных научных знаний по истории Урала с древнейших времен до конца XX века. «Энциклопедия Екатеринбурга», изданная к 280-летию со дня основания города, включает 2500 статей, тематически охватывает все стороны жизни городского сообщества в исторической динамике с момента основания города и до начала XXI века. Оба фундаментальных издания получили высокую оценку среди профессионального научного сообщества и широких кругов читателей.
Кроме того, в 2021 Маслаков анонсировал выпуск издания «Энциклопедия Екатеринбурга», публикация которого была приурочена к 300-летию Екатеринбурга в 2023 году.
В 1997-1998 годах, в числе участников благотворительного фонда «Истории и археологии» финансировал и руководил строительством часовни Святой Екатерины на площади Труда в Екатеринбурге — в месте, где с 1723 по 1930 годы располагался Екатерининский собор, сооруженный при основании города.
С момента открытия в 2015 году оказывает поддержку Благовещенскому храму Святых Божиих строителей в Академическом, строительство которого лично курировал ещё на первых этапах застройки нового микрорайона. Принимает участие в организации праздничных мероприятий на территории храма, неоднократно пополнял его фонд икон образцами XVIII века.
В 2020 году Виктор Маслаков основал фонд «Добрососедство», занимающийся волонтерской и просветительской деятельностью в Ленинском и Академическом районах Екатеринбурга. Благодаря деятельности фонда, поддержку получили тысячи жителей Екатеринбурга, в том числе учителя, пенсионеры, творческие детские секции.

## Награды
Знак «Почётный строитель России»;
Почетная премия имени Василия Татищева и Вильгельма де Геннина (ноябрь 2023 года);
Орден Святого благоверного князя Даниила Московского III степени (РПЦ, 5 мая 2006 года);
Орден Преподобного Серафима Саровского III степени (РПЦ, 6 марта 2019 года);
Медаль Ордена Славы и чести I степени (РПЦ, 6 сентября 2017 года).